# دمیر کادی
دمیر کادی (انگلیسی: Damir Canadi) مربی و بازیکن سابق فوتبال اهل اتریش است. وی در گذشته مربی باشگاه فوتبال نورنبرگ در آلمان و باشگاه فوتبال آترومیتوس در یونان بوده‌است.

## زندگی‌نامه
دمیر کادی پس از مهاجرت والدینش که اصالتاً کرووات و صرب بودند در ۶ مهٔ ۱۹۷۰ در وین متولد شده‌است.

از باشگاه‌هایی که وی در آنها به عنوان بازیکن (هافبک) بازی کرده‌است می‌توان به باشگاه فوتبال رایندورف آلتاخ، باشگاه فوتبال آدمیرا واکر مودلینگ، و باشگاه فوتبال آستریا وین اشاره کرد.